# 泛綠
泛綠，也稱綠軍、綠營、泛綠軍、泛綠陣營、本土陣營，是台灣政壇中與民主進步黨意識型態相近的各種政黨、團體人士之總稱，名稱緣由自民主進步黨黨旗的主要顏色綠色，其主要特徵是台灣本土意識鮮明。這種稱法出現在2000年中華民國總統選舉產生首次政黨輪替後，原本是台灣媒體的權宜性用法，後來被各界廣為接受使用。目前包括民主進步黨、台灣綠黨、社會民主黨、台灣基進、小民參政歐巴桑聯盟、時代力量、台灣團結聯盟、喜樂島聯盟及台澎國際法法理建國黨等，以及台灣基督長老教會、台灣教授協會、台灣獨立建國聯盟等親民進黨之民間團體，合稱。泛綠的主要競爭對手為泛藍。
「綠營」所指涉的是一種概略且模糊的意識型態，而非嚴謹具體的政治主張，被歸類在綠營的各個政黨、社團與個別人物，彼此間的政治理念也有程度不等的差異。大體而言，綠營強調台灣本土意識，任何形式的反中、反對中國民族主義，以及傾向支持台灣獨立，主張台灣正名、台灣優先、台灣民族主義、兩國論與一邊一國等，確保台灣自主於中國之外。經濟政策與藍營相較更接近社會主義與資本主義的混合思想，文化政策與藍營相較更接近民族主義與國際主義的混合思想。相對於當今掌控中國政局的中國共產黨所強調的中國特色社會主義思想及推崇的中國民族主義，泛綠陣營強調台灣自由、民主、法治等價值。綠營所包含的範圍較主張獨立運動的人士更廣泛，因此無法與台灣社會所稱的「獨派」畫上等號。統派人士指責泛綠陣營妨礙兩岸統一，並批評綠營的行為和作風。
綠營或藍營皆非正式的組織，各黨派也不曾實際籌組聯盟，在政治操作上分合不定，又因各自理念的差距而有「深綠」、「淺綠」之分，此一概念經廣泛引申包含「綠委」（泛綠陣營之立法委員，或直指民進黨籍之立法委員）、「綠營支持者」、「綠營群眾」、「綠皮藍骨」（指擁有綠營黨籍，但意識型態偏向泛藍者）等用法。
此外，台灣的綠黨社會民主黨聯盟承襲國際間綠黨運動的環保主張，與泛綠陣營訴求相近，因此民進黨2016年在艱困選區（藍營具優勢的單一選區）禮讓綠社盟的情形出現。
2014年太陽花運動後崛起的時代力量在出走潮後，部分觀點不再將時代力量視為以民主進步黨為主的泛綠一員，但兩黨在外交與國防方面的政治主張仍有相似的看法。
另外前總統李登輝卸任並離開中國國民黨後，政治思想偏向強調台灣主體意識，並在台灣團結聯盟等政治組織上有一定的影響力，也成為台灣本土化重要的推動者。

## 政治立場

### 沿革
泛綠的前身在2000年政黨輪替前主要是指民主進步黨。民進黨則主要承襲自戒嚴時期的黨外，但民進黨與「黨外」並沒有完全的承繼關係，其中偏向統派的黨外勢力與多數社會運動人士並未加入民進黨。
在1990年代，民進黨在選舉皆獲得逾30%的支持率，但1996年總統選舉，首次總統選舉民進黨落敗，僅得21.1%，但因為當時發生台海危機，導致部分選民支持時任總統李登輝所致。
2000年總統選舉，由民進黨候選人、前台北市市長陳水扁以39.3%的得票率當選總統，成為台灣歷史上首次的政黨輪替。民進黨成為中華民國政府的執政黨，2004年總統選舉，陳水扁總統以50.11%的得票率成功連任，但在民進黨8年執政期間，綠營一直未能控制立法院，立法院繼續由藍營控制。
2008年立委選舉，綠營失利，僅獲得27個立委席次。同年總統選舉，民進黨失去執政權，由中國國民黨重新執政。
2008年第二次政黨輪替後，前總統陳水扁因涉及貪污入獄，部份泛綠政黨與社團依舊力挺陳水扁與其涉案的家人與團隊，並篤信陳水扁是因為國民黨的司法迫害而入獄，而被親藍媒體冠上支持陳水扁與其貪腐集團的臭名。但事實上並非所有泛綠團體都支持陳水扁，但由於陳水扁作為第一位民進黨總統，並實現首次政黨輪替及民進黨首次執政，他在綠營的人氣與影響力依舊不容小覷，因此搶救陳水扁成為許多民進黨、台聯人士，與獨派團體的部分訴求之一。但在新任民進黨主席蔡英文的黨內領導地位鞏固後，要求「放扁」的效應降低。
2012年總統選舉，綠營再次失利，但在立法院成功增加席次。綠營在立法院一直為少數陣營，於2012年立委選舉，綠營擁有約38%的立委席次，並代表約45%的選票。
2016年總統選舉過後，民進黨主席兼總統候選人蔡英文當選首位女性總統，同日舉行的立委選舉，民進黨也首次在立法院取得多數席次，取得立法院的控制權，同時再次成為第一大黨；承襲太陽花學運、成立僅一年的時代力量大有斬獲，總共奪得5席立委一躍成為第三大黨，連同一位加入民進黨黨團的無黨籍立委，泛綠陣營共取得74席，取得65%的議席。
不過，台聯僅取得2.5%的得票率，失去所有席次形同泡沫化；承襲太陽花學運的「綠黨社會民主黨聯盟」亦僅取得2.5%的得票率，在地方選區亦全部落選。台聯及綠社盟均無法取得任何不分區席次。

### 政治主張
泛綠的政治立場係基於台灣主體意識，認為臺灣事務與臺灣前途均僅由臺灣人民以選舉和公民投票自決等方式決定，以台灣在政治上獲得完整主權並擺脫中國外在箝制為目標，使其成為一獨立自主的國家。此外也主張對國民黨統治時期所犯下的罪行實現「轉型正義」（公開審判與賠償）、尊重絕對民權、黨內政治多元化、維持台灣文化多樣性、台灣本土價值優先；對外態度一直是親美日，近年來也走向反中，反中共立場也在強化。
由於國民黨過去的威權統治，一些泛綠支持者不認同中華民國，乃至有厭惡態度，認為由中國大陸來到台灣的國民黨是「外來政權」統治的延續，只是“中華民國殖民臺灣時期”。（一些泛綠人士認為在1996年總統直接民選前，所有在台灣的統治政權都是外來政權，差別只在於統治能力）。
泛綠認為台灣人在血統上跟中國人有差異（移民來台的漢人因為渡臺禁令，來台者幾乎都是單身男子，為取得土地等資源曾大規模地跟母系社會的台灣原住民混血）。許多泛綠人士厭惡中國人認同，會以激烈的言語嘲諷甚至攻擊中國民族主義，但大多數還是認為台灣人具有華人血統，如華裔台灣人觀念。但也有泛綠人士認為台灣人的主要血統還是原住民平埔族（漢化後的原住民），具南島民族血源，移民至台灣的大多是單身男子，只有帶入部分漢人血統及文化。與海外親藍（國民黨）反台獨、親中共人士和國家、以及支持中国统一的海外华人相互厭惡。
相較於泛藍，泛綠的政治主張強調人權與普世價值，強調照顧基層民眾，重視環保、生態議題，認同社會福利政策等，深得年輕選民的支持。

### 與泛藍的差別
在許多泛綠陣營眼中，過去的國民黨與中國共產黨、法西斯黨、納粹黨等獨裁政權一樣，但是由於自身的權力不足，以及國民黨當局為維持台灣政局上的平衡，因此難以清算其獨裁罪惡；只能不斷在立法院提出相關法令及追討國民黨不當黨產外，並藉此在選舉期間號召爭取民眾支持，但泛藍持反對意見。
不少泛綠人士認為中國必須先推動民主，中共必須結束一黨專政、平反六四事件，再談是否要統一。
泛綠人士對中華民國是現時對內冷待，對外大致上是將中華民國作為反中、華獨和台灣國家政權象徵的重要工具。部分泛綠人士對中華民國的國號也會給予一定的尊重，自2000年以來以中華民國是台灣，使中華民國為台灣現行的國號，作為執政基礎。現時泛綠人士反對北京當局一直打壓台灣方面的國際空間，認同台灣的未來必須由二千三百萬台灣人決定，而非中共及中國大陸所謂「包含台灣人在內的所有13億中國人」決定。

### 對國旗與國號的態度
因國旗左上角是青天白日旗，是中華民國海軍艦艏旗，也被中國國民黨作為黨旗使用，泛綠部分對中華民國國旗的態度是對內冷待，但對外（例如國際場合）則樂見之，原因在於中華民國代表台灣的主權，並以之與中華人民共和國相抗衡。2008年11月時任中國海協會會長陳雲林訪台參加第二次江陳會談，有許多泛綠公職人員拿國旗向陳雲林嗆聲，民進黨立委管碧玲則在立法院向時任行政院院長劉兆玄獻上一面國旗，表達抗議。亦有另一方認為中華民國國旗與中華民國國號代表中國流亡政權，應該予以廢除，並更改國號及國旗更換為「台灣國旗」。

### 對兩岸問題的政經態度
泛綠對兩岸間的經貿利益之重視，並不如對台灣主權的重視。不過部分泛綠人士不反對以歐盟模式跟中國大陸進行統合（前提是台灣必須為獲國際承認的主權獨立國家）。而在1990年代前，泛綠為了爭取更多中間台灣選民的支持，刻意淡化內部台獨的聲音，當時國民黨的官方政策仍為反共，甚至與中共關係不差，不少黨內高層更曾到中國大陸訪問；泛綠過去也有親中派，在解嚴前與中共關係相對較佳；但泛綠對台灣主權尊嚴與國家安全的堅持與中共對台灣的主权立场有所衝突，使泛綠在解嚴後與中共關係漸行漸遠。
當2000年民進黨取得執政權，時任總統陳水扁在5月20日首次就職演說時曾宣布四不一沒有，不触动统独问题。但是此主張並未獲得中華人民共和國政府方面的友善回應，中華人民共和國政府方面不認為陳水扁已經放棄了台獨。在未獲得中國大陸的友善回應之下，陳水扁政府放棄了四不一沒有的主張，轉而於2002年提出兩岸「一邊一國」論點，加強論述台灣有別於中國之外的獨立性（場合使用中華民國（台灣））。
在2000年民進黨執政初期，政策上的宣示是「積極開放，有效管理」，後期的宣傳則轉為「積極管理，有效開放」、「強本西進，根留台灣」，反對台商對中國大陸過度的投資策略。但是不論是較為保守的「戒急用忍」或是相對積極的「強本西進」兩種路線，皆因中國大陸堅持其一個中國政策，導致2000年政黨輪替後之兩岸談判僅限於中共與國民黨之間，主因為中國大陸不承認中華民國政府的存在，加上民進黨維持主張台獨的意識形態，中共故意跳過執政的民進黨政府，直接與在野的國民黨發展關係。此一情況造成泛綠陣營至今在此議題上幾無任何發展空間。
在兩岸三通中最有象徵意義的客運直航中，泛綠偏向支持直航限制使用少數國際機場，並以國防安全、浪費建設經費、阻礙桃園機場成為轉運中心，以及多機場直航實際上無法方便旅客為由反對台北松山機場等國內機場直航；並希望能廢除松山機場，原因在於廢除松山機場對台北都會區的都市規劃有益，預期可提升台北都會區的競爭力。另外泛綠對貨運直航及互換延遠權的支持度高於客運直航，因為貨運直航對台灣的經濟效益遠大於客運直航、互換延遠權則等同將直航視為國際航線，具有宣示「一邊一國」的政治意義。

### 對外態度
泛綠的國際外交主要以台灣主權獨立於中國大陸為目標，「結盟世界民主國家，對抗共產中國」為基調，主張在友好同盟的理念下拓展對外關係。在政黨輪替前，泛綠與泛藍合作爭取台灣的國際空間；在政黨輪替後，在對美關係上由於泛綠高估美國及泛藍對台支持，缺乏外交經驗及外交官員大多親藍，對美等涉外關係上時有歧異甚至外交紛爭（如返聯公投）。前總統陳水扁執政時期民進黨政府藉由總統直選及公民投票等民主程序的手段為後盾，以政府形式重新規劃泛綠在美國政治活動的戰略。國防政策大體上承襲國民黨政府時代的政策（如泛藍反對的軍購案是國民黨執政時代提出的，而泛藍在執政後轉而支持軍購案）；外交政策則是維持親美日，同時希望能成功調整過去的金援外交手法、以轉向為幫助邦交國基層人民。
泛綠與中國民族主義（即大中華主義、統派）者相互厭惡。中國民族主義者厭惡泛綠支持台獨、敵視中國的觀念，而泛綠基於台灣民族主義或自由主義的觀念而厭惡統派。泛綠也認為台灣給予部分華僑相當優惠，台灣人沒有華僑擁有的外國籍以避免統一後的危機，故華僑敵視台獨很不恰當，此觀念也引起雙方不滿。另外，泛綠也指責華僑高估台獨的戰爭風險，低估統一在國際關係方面對台的負面影響，因為如果台灣被併入中華人民共和國，會成為中華人民共和國軍事對抗美國的前線。另外，泛綠對中國大陸的民運人士如王丹多半友善。
泛藍指控泛綠陣營在陳水扁執政後期路線，被國際社會普遍認為是個「麻煩製造者」，其執行的台獨政策不僅引起中華人民共和國方面強硬的反彈，也讓中華民國的傳統盟友美國措手不及，在國際上引來美國、歐盟、日本與俄羅斯強烈的公開反對，外交關係前所未有的緊張。泛綠則認為泛藍反軍購、輕視國防與外交、弱化敵我意識，以及親中的作法，對台灣主權造成真正的傷害。
泛綠不少支持者也親美，例如泛綠看到美軍來台就感到安心。泛綠在反對擴大美國牛肉進口時，還特別強調此非反美，甚至質疑泛藍故意以過度讓步來分化台美關係，或以擴大進口增進泛藍利益而非台灣利益。
此外，泛綠亦與日本的關係十分良好，不少泛綠的支持者排斥中國民族主義，抗拒中國歷史觀，加上台灣日治時期的史觀爭議，部分泛綠認為日本對台灣的經濟及工業發展作出不少貢獻。不過，黨外勢力的本省支持力量來自於日治時代非暴力反日派的支持力量，曾經具有相當的中國情懷，只是因為中華民國政府遷台後的作為，使得走向反中及相對親日。對比國民黨政府兩蔣時期所出現的白色恐怖及戒嚴等，泛綠的支持者對日本觀感良好。泛綠支持加強與美日的關係，以抗衡中華人民共和國政府。